# Prepositura di San Michele Arcangelo
La prepositura de San Michele Arcangelo est une église prévôtale (prepositura) située à  Pontassieve, dans la  province de Florence. Elle est dédiée à saint Michel Archange.

## Histoire
Documentée à partir du début du XIIIe siècle, elle est nommée Sant'Angelo a Sieve jusqu'à la fin du  XVIIe siècle quand elle prend le titre de San Michele. Entièrement reconstruite au XVIIIe siècle, elle est consacrée en 1788. Détruite pendant la Seconde Guerre mondiale, l'église est de nouveau entièrement reconstruite dans son aspect actuel, en 1948. En 1971, le presbytère est transformé pour être adapté aux normes liturgiques de Vatican II.
De cette église provient une Vierge à l'Enfant (it) de Fra Angelico, aujourd'hui exposée à la Galerie des Offices. Quelques toiles sont conservées à l'intérieur, datant du XVIIe siècle et provenant de lieux de culte désormais abandonnés du territoire paroissial.